# Heike Makatsch
Heike Makatsch (Düsseldorf, 13 de agosto de 1971) é uma atriz e cantora alemã conhecida por seus papéis nos filmes Resident Evil (2002), Love Actually (2003) e The Book Thief (2013).

## Biografia
Makatsch nasceu em Düsseldorf, Alemanha Ocidental, filha do ex-goleiro da seleção alemã de hóquei no gelo, Rainer Makatsch. Começou a sua carreira televisiva em 1993, quando foi contratada pelo canal musical VIVA, apresentando programas como Interaktiv e Heikes Hausbesuche; dois anos depois, em 13 de agosto de 1995, ela se tornou apresentadora do programa Bravo TV, exibido pela RTL 2, onde ficou até o verão de 1996. Em 1997, começou a apresentar seu próprio programa semanal noturno intitulado Heike Makatsch - Die Show. No entanto, devido à má audiência, foi cancelado após apenas oito episódios.  
Makatsch apareceu pela primeira vez em um filme em 1996, quando estrelou Männerpension de Detlev Buck. Ela recebeu o Prêmio de Cinema da Baviera como o artista revelação por sua atuação. Desde então, ela apareceu em várias produções em nacionais e internacionais, incluindo a comédia romântica Love Actually (2003). Ela é talvez mais conhecida por seu papel como Lisa Addison, irmã de Matt no filme de ficção científica e terror Resident Evil (2002).
Desde 2012, Makatsch é o rosto da empresa francesa de cosméticos L'Oréal.

## Vida pessoal
Makatsch teve um relacionamento de sete anos com o ator britânico Daniel Craig. Eles terminaram em 2004. Ela tem três filhas, nascidas em 2007, 2009 e 2015; os duas primeiras são com o músico Max Martin Schröder, da banda indie alemã Tomte. Ela mantém um relacionamento com o ator Trystan Pütter desde 2017.

## Filmografia
| Ano  | Título                                | Papel                  | Notas                                       |
| ---- | ------------------------------------- | ---------------------- | ------------------------------------------- |
| 1996 | Männerpension                         | Maren Krummsieg        | Inglês: Jailbirds                           |
| 1997 | Obsession                             | Miriam Auerbach        |                                             |
| 1998 | Killer                                |                        | Curta-metragem                              |
| 1998 | Am I Beautiful?                       | Vera                   |                                             |
| 1998 | Liebe deine Nächste                   | Isolde                 | Inglês: "Love Your Neighbour"               |
| 1999 | Das Gelbe vom Ei                      | Floris Blinker         | Telefilme                                   |
| 1999 | Aimée & Jaguar                        | Klärchen               |                                             |
| 1999 | Männer und andere Katastrophen        | Judith Kern            | Telefilme                                   |
| 1999 | Bonne Nuit                            | Margaret Bottom        | Telefilme                                   |
| 1999 | Camino de Santiago                    | Tea                    | Minissérie                                  |
| 1999 | Die Häupter meiner Lieben             | Maja                   |                                             |
| 2000 | Longitude                             | Queen Charlotte        | Telefilme                                   |
| 2000 | Gripsholm                             | Prinzessin             |                                             |
| 2000 | The Announcement                      | Rumour                 |                                             |
| 2001 | Late Night Shopping                   | Madeline Zozzocolovich |                                             |
| 2001 | A Goddamn Job                         | Katinka Sirena         |                                             |
| 2002 | Die Affäre Semmeling                  | Silke Semmeling        | Minissérie                                  |
| 2002 | Resident Evil                         | Dra. Lisa Addison      |                                             |
| 2002 | Naked                                 | Emilia                 |                                             |
| 2002 | Nachts im Park                        | Katharina Lumis        |                                             |
| 2003 | Anatomy 2                             | Viktoria               |                                             |
| 2003 | Love Actually                         | Mia                    |                                             |
| 2005 | Margarete Steiff – A Story of Courage | Margarete Steiff       | Indicada—Emmy Internacional de melhor atriz |
| 2005 | A Sound of Thunder                    | Alicia Wallenbeck      |                                             |
| 2005 | Keine Lieder über Liebe               | Ellen                  | inglês: No Songs About Love                 |
| 2005 | Tara Road                             | Bernadette             |                                             |
| 2005 | Almost Heaven                         | Helen Schuster         |                                             |
| 2007 | Mrs. Ratcliffe's Revolution           | Frau Unger             |                                             |
| 2009 | The Door                              | Gia                    |                                             |
| 2009 | Dr. Hope                              | Hope Bridges Adams     | Telefilme                                   |
| 2009 | Hilde                                 | Hildegard Knef         |                                             |
| 2011 | Tom Sawyer                            | Tante Polly            |                                             |
| 2012 | Die Heimkehr                          | Katarina Endriss       | Telefilme                                   |
| 2012 | Sechzehneichen                        | Laura                  |                                             |
| 2013 | The Book Thief                        | Mãe de Liesel          |                                             |
| 2013 | Sein letztes Rennen                   | Birgit Averhoff        |                                             |
| 2014 | Charleen macht Schluss                | Sabine                 |                                             |
| 2014 | Geography of the Heart                | Rachel                 |                                             |